# Pollo en lata de cerveza

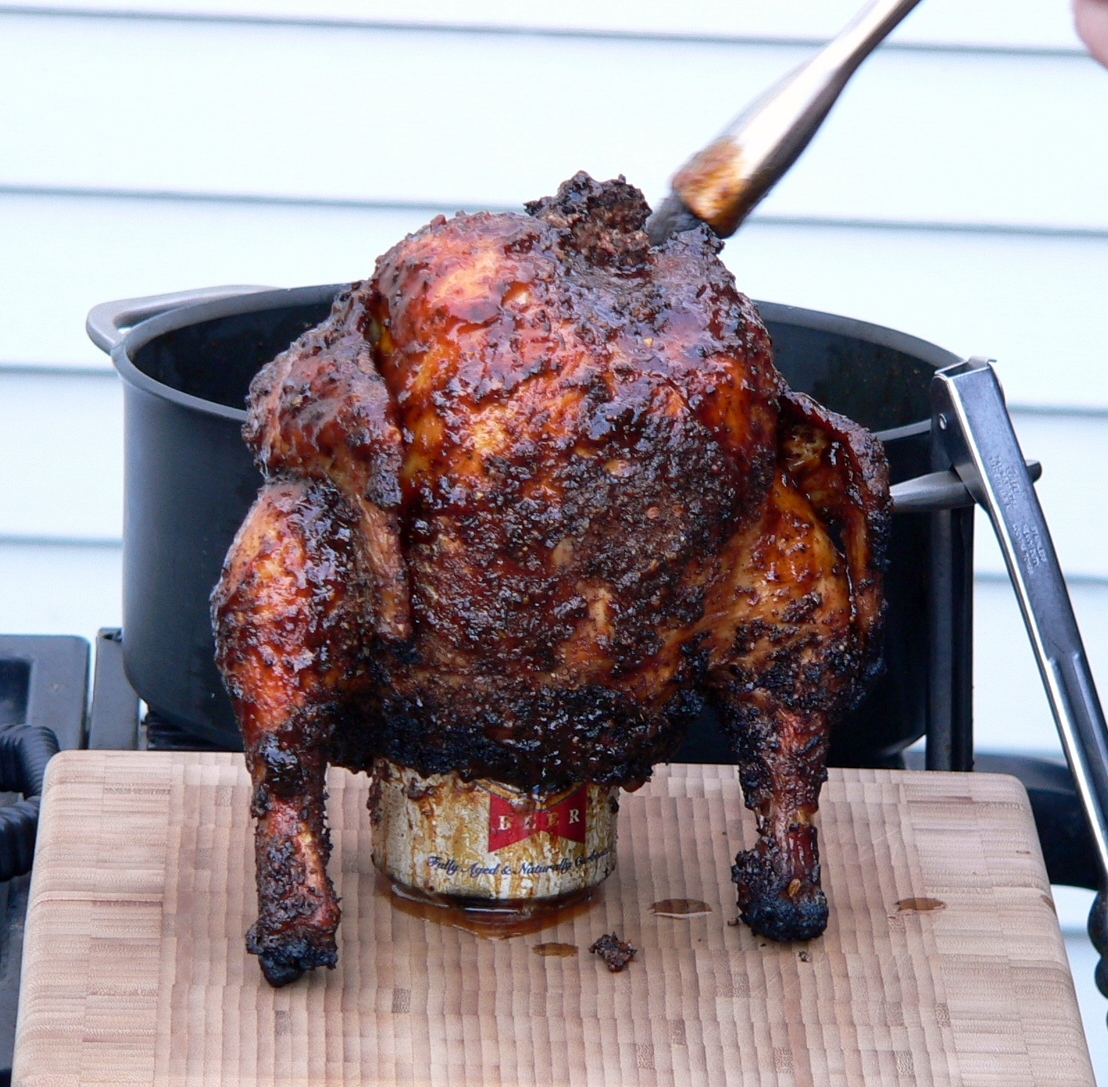
Un pollo en lata de cerveza después de ser asado

Pollo en lata de cerveza

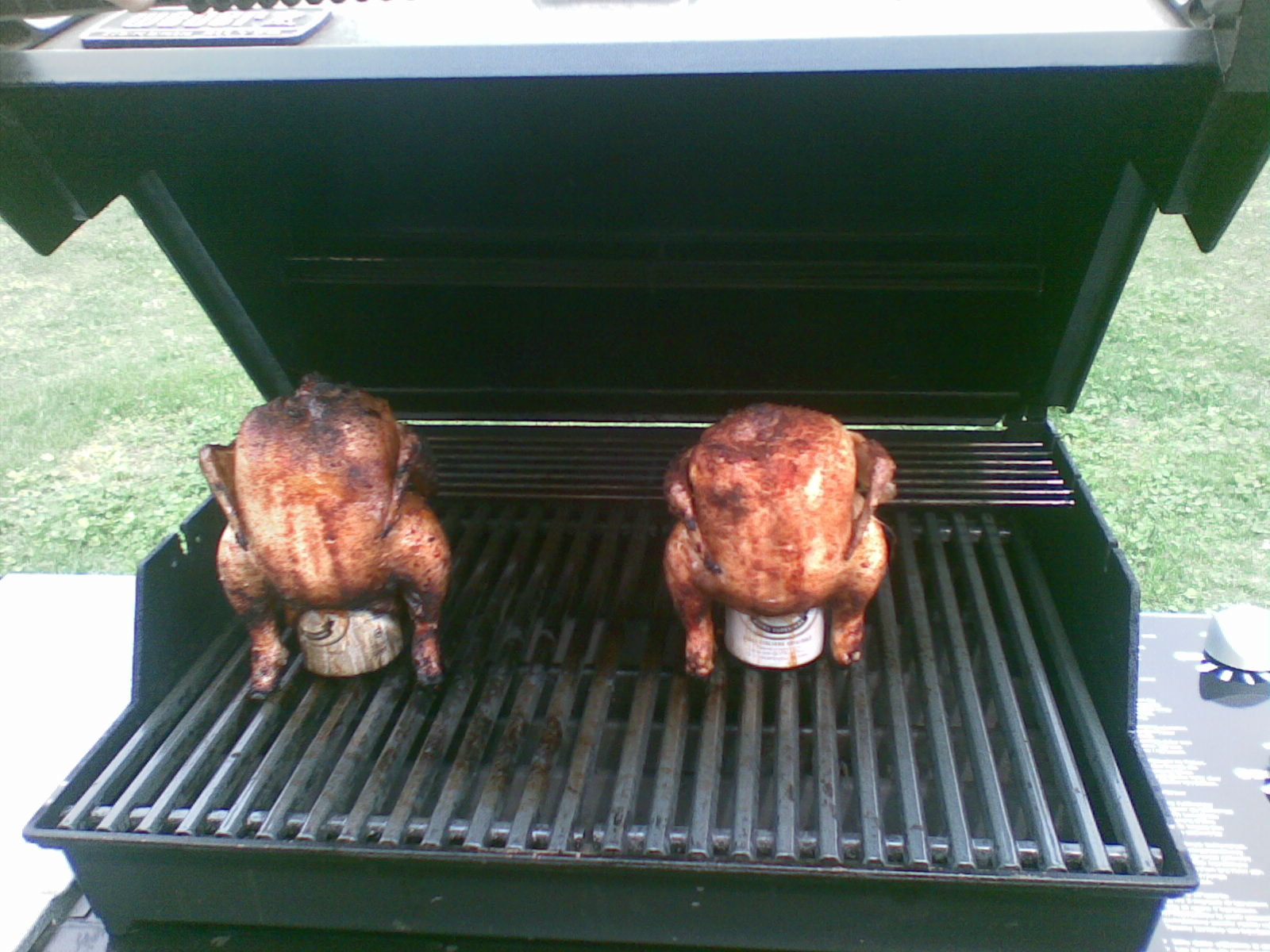
Pollo en lata de cerveza cocinado a la parrilla

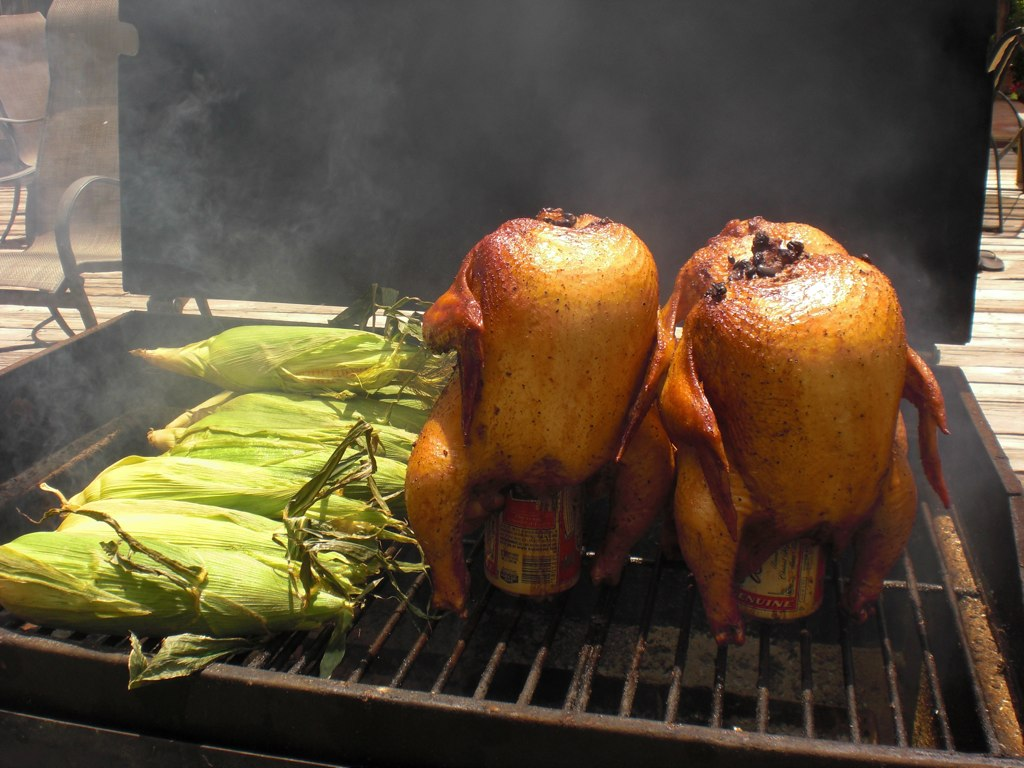
Pollo en lata de cerveza a la parrilla con maíz

El pollo en lata de cerveza (también conocido como pollo en un trono, Coq au can, pollo bailarín, pollo borracho o pollo violado) es un plato de pollo a la barbacoa y un método de asado indirecto que utiliza una lata de cerveza parcialmente llena que se coloca en la cavidad del pollo antes de cocinarlo. El proceso pretende añadir humedad al plato, y algunos creen que el vapor de la cerveza sirve para cocer el pollo desde dentro y añadir sabor al plato. Algunas personas son ávidas defensoras del plato, mientras que otras sostienen que la eficacia del uso de la cerveza está sobrevalorada, y que la ciencia relativa al pollo en lata de cerveza es discutible. Se ha sugerido que el plato se originó posiblemente en el estado norteamericano de Luisiana.

## Descripción general
El pollo en lata de cerveza es un plato de pollo a la barbacoa y un método de asado indirecto, en el que se introduce una lata abierta de cerveza u otra bebida enlatada en la cavidad de un pollo y luego se utiliza para mantener el pollo en posición vertical mientras se cocina en una parrilla o en un horno. Durante el proceso de cocción, la cerveza de la lata puede emitir vapor, lo que puede añadir humedad en la cavidad del ave, y algunos teorizan que el vapor de la cerveza sirve para añadir sabor al plato. Como el pollo está en posición vertical, la grasa del ave se escurre y la piel se cocina uniformemente.
Antes de cocinar, normalmente se retira parte de la cerveza de la lata y se coloca una lata de cerveza parcialmente llena dentro de la cavidad del ave.  Algunos cocineros usan una lata de cerveza llena. Algunos cocineros usan una lata de cerveza estándar de 12 onzas (355 ml), mientras que otros usan una lata de cerveza de tamaño alto, una lata de mayor tamaño. El pollo a veces se cubre con una mezcla de especias antes de cocinarlo, y algunos usan pollo marinado.
Algunas personas son entusiastas defensores del plato, mientras que otras sienten que el plato y el proceso están sobrevalorados. Se ha afirmado que la eficacia de la cerveza que sirve para cocinar pollos enteros al vapor desde el interior y agregar sabor es discutible. Existen algunos críticos de la cerveza en lata de pollo; un crítico se refirió a la práctica como "peligrosa" y "un desperdicio de buena cerveza". Otro crítico afirmó que el proceso puede en realidad hacer que el pollo esté más seco en comparación con otros tipos de asado, y algunos expertos en cocina también han afirmado que la cerveza no alcanza un punto de ebullición y, por lo tanto, no se vaporiza

## Historia
Steven Raichlen ha sugerido que el pollo en lata de cerveza posiblemente se originó en el estado estadounidense de Luisiana. El pollo en lata de cerveza se presenta como plato en algunos concursos de cocina a la parrilla en los Estados Unidos y se sirve en algunos restaurantes estadounidenses.

## Como comida rápida
En octubre de 2014, Popeyes Louisiana Kitchen ofreció un plato de pollo en lata de cerveza de edición limitada que se elaboraba sin utilizar cerveza. El plato consistía en lonchas de pechuga de pollo marinadas en una mezcla de especias diseñada para imitar el sabor del pollo en lata de cerveza, que luego se rebozaba y se freía. La mezcla de especias estaba compuesta por mantequilla, cebolla, ajo, romero, ralladura de limón, pimienta de cayena y un "ingrediente secreto" que Popeyes no reveló. El director de marketing de la empresa declaró a una fuente de prensa que la empresa había "... estado trabajando en el Beer Can Chicken durante años".

## Otras lecturas
- Kass, John (1 de junio de 2009). «Honor freedom with a beer can, chicken». Chicago Tribune. Consultado el 1 de mayo de 2017.